# Lada 2103/2106
La VAZ-2103 est une berline du constructeur automobile russe Lada-AvtoVAZ. S’inspirant de la Fiat 124 Spécial, elle fut produite pendant 11 ans, de 1973 à 1984. Elle a été vendue en Europe sous le nom de Lada 1500S.
La VAZ-2106, présentée fin 1975, est une version plus luxueuse de la 2103, et en diffère peu stylistiquement. Connue aussi sous le nom de Lada 1600 elle a été produite à plus de 4,4 millions d’exemplaires jusqu’en 2005.

## La 2103 (1973-1984)

### Une Jigouli de luxe
Troisième de la lignée des « Jigouli » après la 2101 et la 2102, la VAZ-2103 est présentée en janvier 1973. S’inspirant de la Fiat 124 Spécial, avec des faux airs de Fiat 125, la 2103 est bien plus qu’une simple 2101 restylée. Sa carrosserie est modifiée, on note ainsi la présence de quatre phares à l’avant, enchâssés dans une grille de calandre chromée, chromes qu’on retrouve un peu partout sur la voiture, le tableau de bord est recouvert de faux bois, de nouveaux équipements apparaissent, comme le compte-tours ou la montre. Le confort est revu à la hausse.
Les dimensions changent aussi, la longueur augmentant de 43 mm et la hauteur de 6 mm, avec 15 mm de plus pour la garde au toit dans l’habitacle.
En cette année 1973, les Lada sont pour la première fois exposées au Salon de New York.
Le 21 décembre 1973, une 2103 rouge a l’honneur d’être la millionième Lada à tomber des chaînes de Togliatti.

### Quelques chiffres
La 2103 est motorisée par un 1 451 cm3 de 77 ch, ce qui lui vaut le nom de 1500S sur les marchés occidentaux. Elle atteint 152 km/h en vitesse de pointe et atteint la barre des 100 km/h en 17 secondes. À 80 km/h, elle consomme 8,4 ℓ aux 100 km.

### Succès mitigé pour AvtoVAZ
Dès 1973, une version à moteur de 2101 est disponible, la VAZ-21035, elle s’appelle alors 1300S à l’export.
En 1977, la 21033 propose le moteur de la 21011, de 69 ch.
Malheureusement, les chiffres de ventes ne sont pas à la hauteur des espérances d’AvtoVAZ et la dernière et 1 304 899e 2103 sort des chaînes en 1984, après une carrière (assez courte pour une Lada) de 11 ans.

## La 2106 (1975-2005)

### Le haut de gamme Lada
Présentée en décembre 1975 et produite à partir de 1976, la VAZ-2106 ou Lada 1600 est le haut de gamme d’AvtoVAZ à l’époque. Extérieurement très semblable à la 2103, elle s’en distingue néanmoins par son pare-chocs, sa calandre, ses feux, ses baguettes de chrome et par sa partie arrière, légèrement redessinée.
Elle partage son châssis avec ses sœurs 2101, 2102 et 2103 et reprend le tableau de bord de cette dernière, mais son équipement est bien plus complet, avec des appuis-tête ou un accoudoir arrière par exemple. En option, la 2106 reçoit des placages en vrai bois et des sièges en cuir véritable.
Sous le capot, on trouve un 1.6 (1 568 cm3) de 78 ch, autorisant une vitesse de pointe d’environ 150 km/h.

### Une voiture internationale
Elle fut exportée un peu partout dans le monde, aussi bien dans les pays socialistes (Cuba, Corée du Nord, Égypte, Équateur) que dans les pays d’Europe de l’Ouest. Elle a d'ailleurs eu un certain succès auprès des taxis londoniens.
Au Canada, où Lada s’installe en 1979, la 2106 est adaptée aux normes en vigueur en Amérique du Nord et devient 1600 GLS.
En 1978, elle est déclinée en version 1500 GL (21061) et 1300 GL (21063, réservée au marché soviétique), mais ces deux versions n’eurent que peu de succès.
Entre-temps, les 3 000 000e (le 30/12/1976) et 4 000 000e (le 03/06/1978) Lada fabriquées sont des 2106.

### La production délocalisée
À la fin des années 1980, débarrassée de ses boiseries et de ses cuirs (les chromes faillirent également disparaître en 1990), remplacés par du vulgaire plastique et du skaï, la 2106 jouera le rôle d’entrée de gamme (si on excepte la petite Oka) chez Lada. En 1998, la production fut délocalisée chez RosLada, à Syzran, où elle sera fabriquée jusqu’en 2002. Cette même année, l’usine de Togliatti fabrique sa dernière 2106, mais la production est ensuite confiée à Izh, à Ijevsk, puis en 2003 en Ukraine, chez Luaz.
À cette époque, la 2106 est proposée aux alentours de 3 000 €.
Elle continue à bien se vendre, surtout dans les pays peu regardants sur les normes de pollution, son 1.6 non catalysé étant loin de les respecter…

### Bilan d’une longue carrière
Ce sont d’ailleurs les normes Euro 2 qui la condamneront, et la dernière 2106 sortira près de 30 ans après la première, le 21 décembre 2005, à Ijevsk, après 4,4 millions d’exemplaires produits, dont 4 175 319 à Togliatti, 133 000 chez Izh, 80 000 chez RosLada et environ 15 000 en Ukraine.
Par sa longévité et ses chiffres de production, on peut donc considérer la Lada 2106 comme « la voiture russe la plus populaire de l’histoire ».

### Galerie

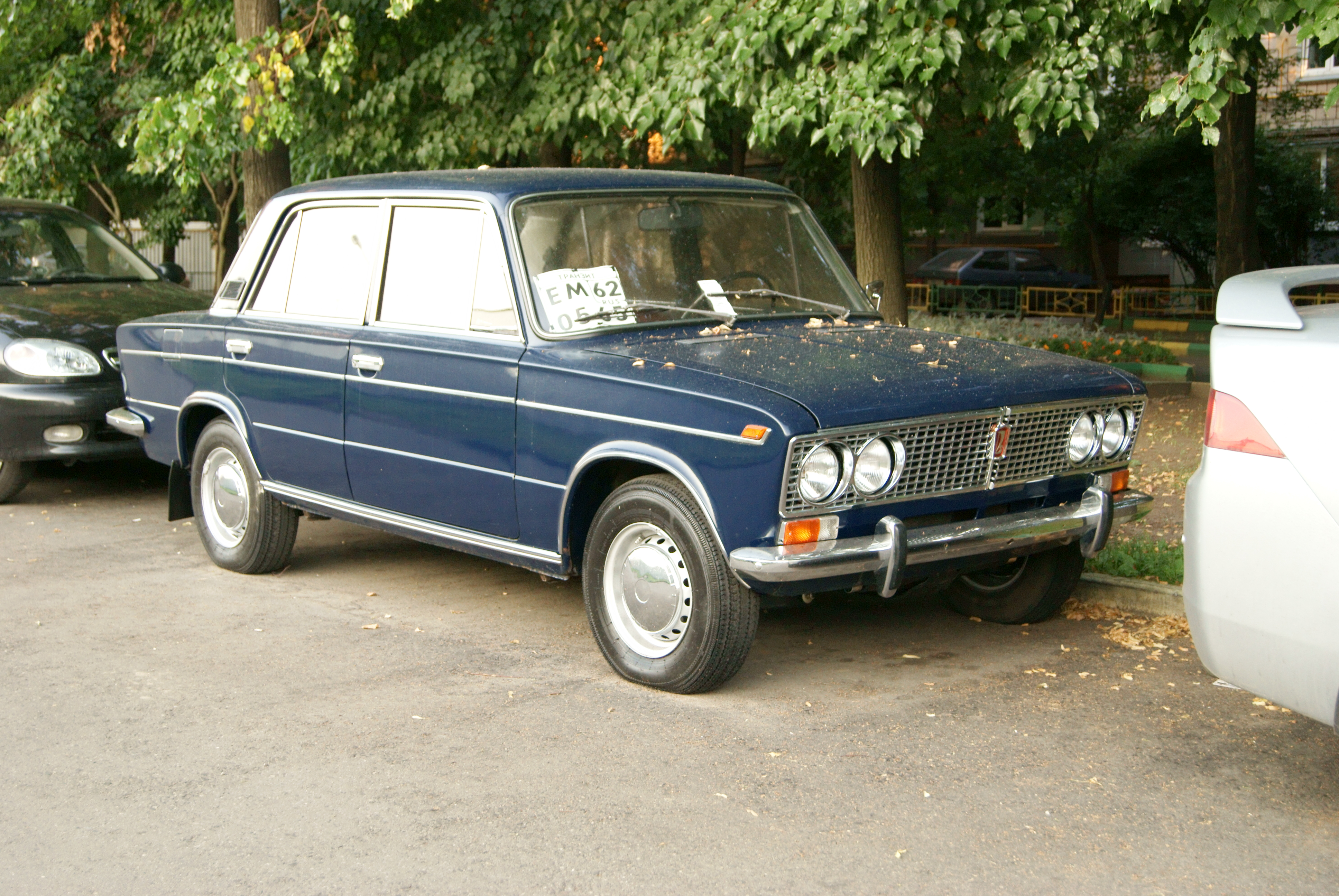
Lada 2103
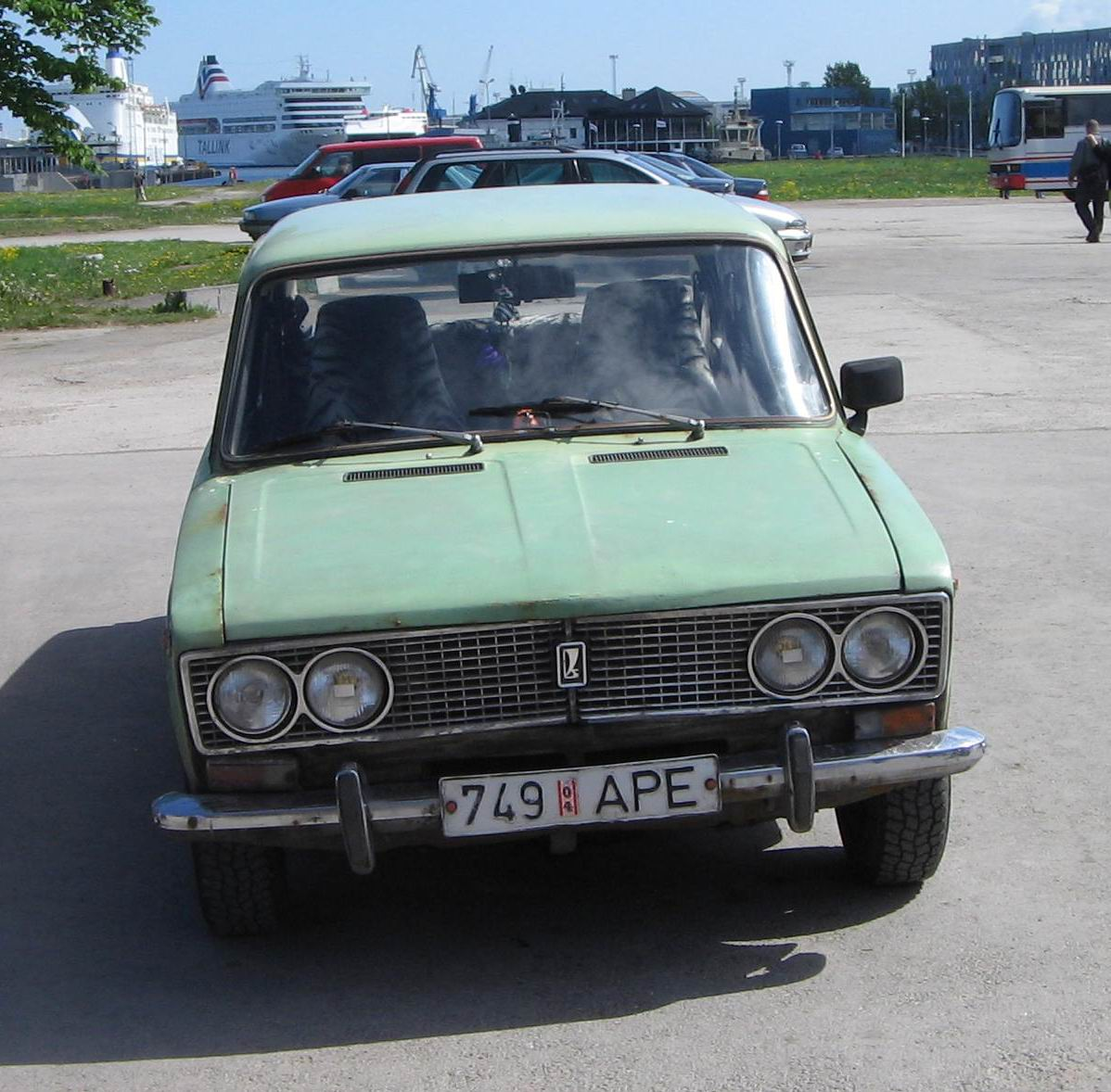
Lada 2103
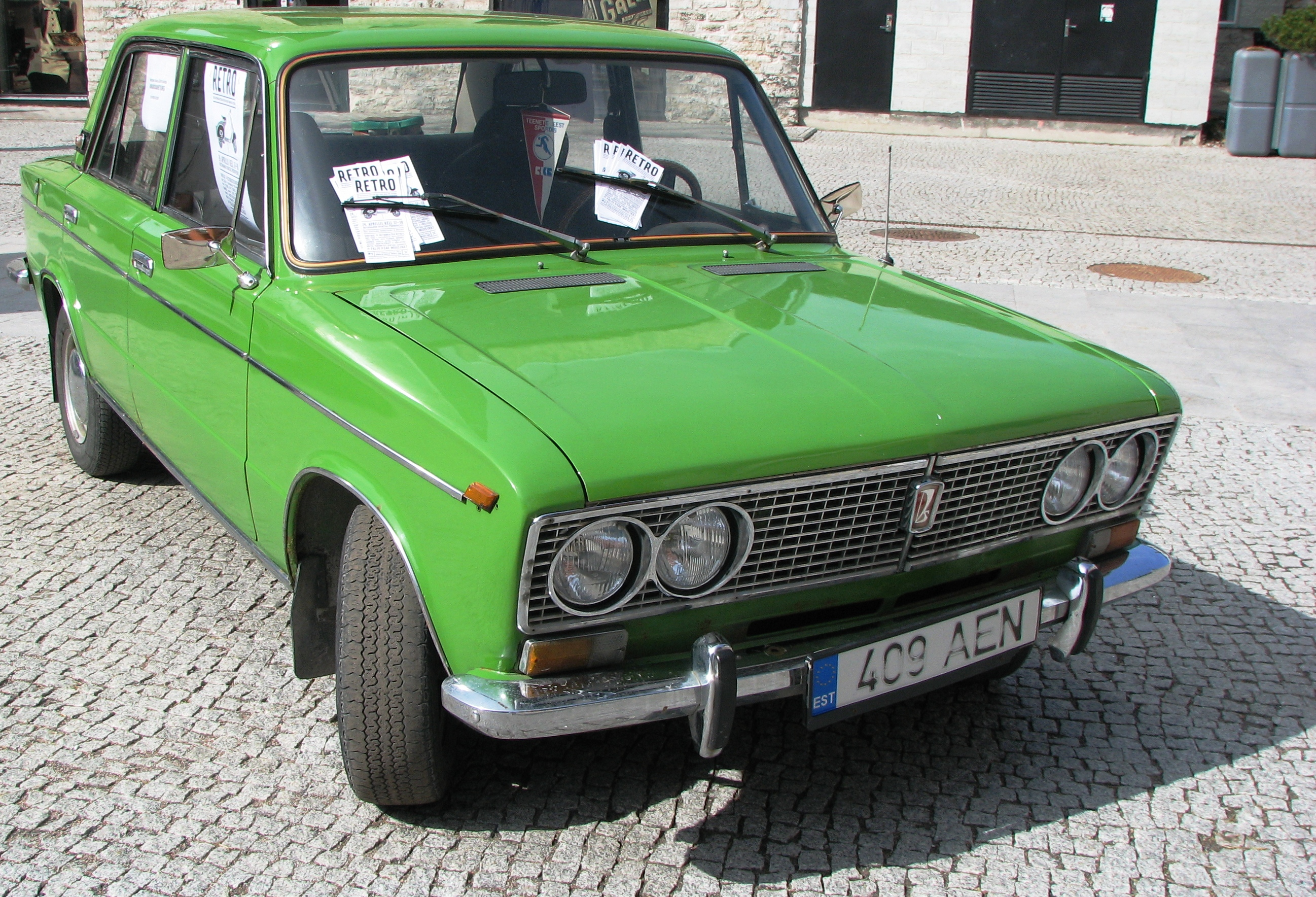
Lada 2103
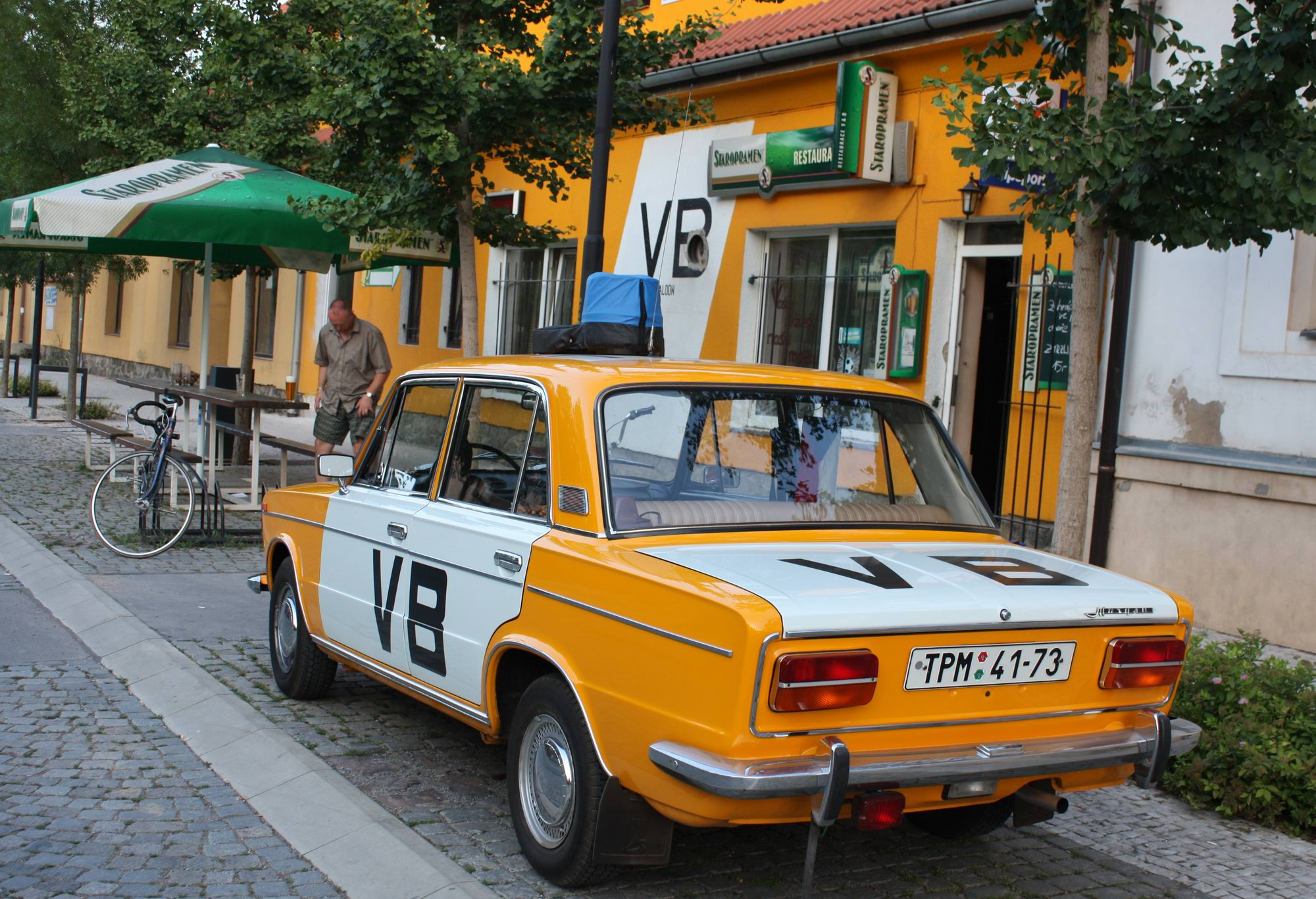
Lada 2103 de la SNB
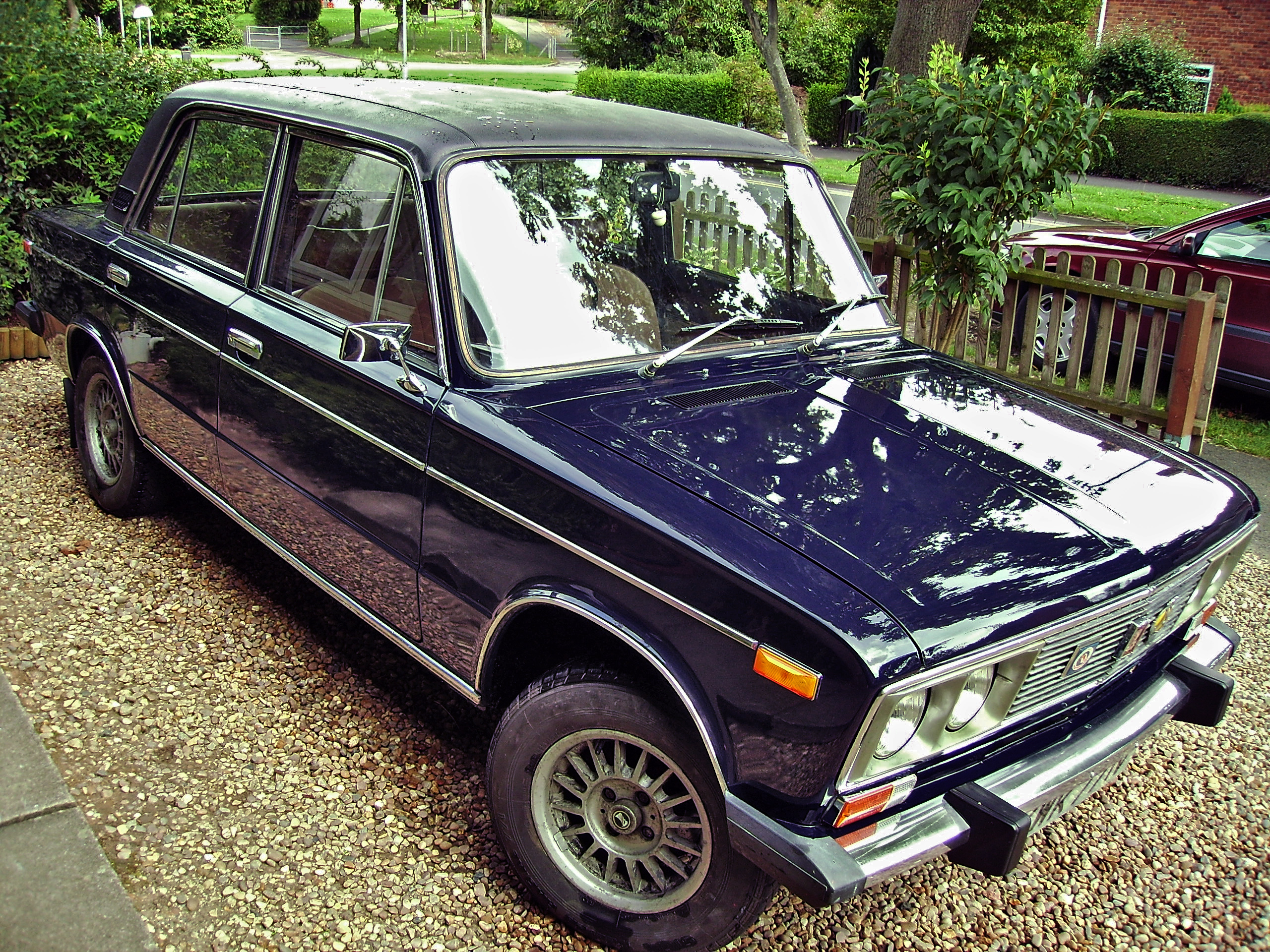
Lada 2106
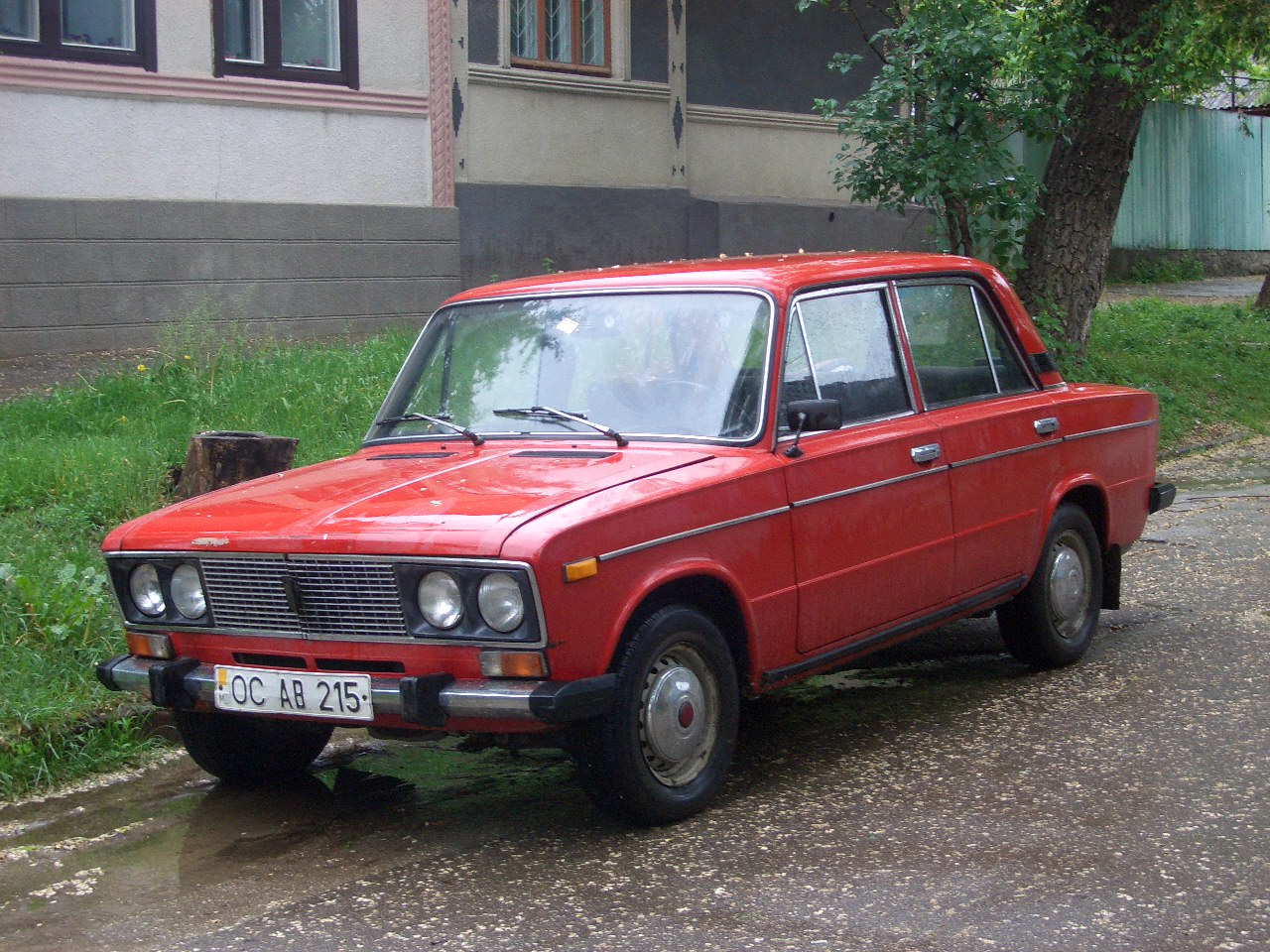
Lada 2106
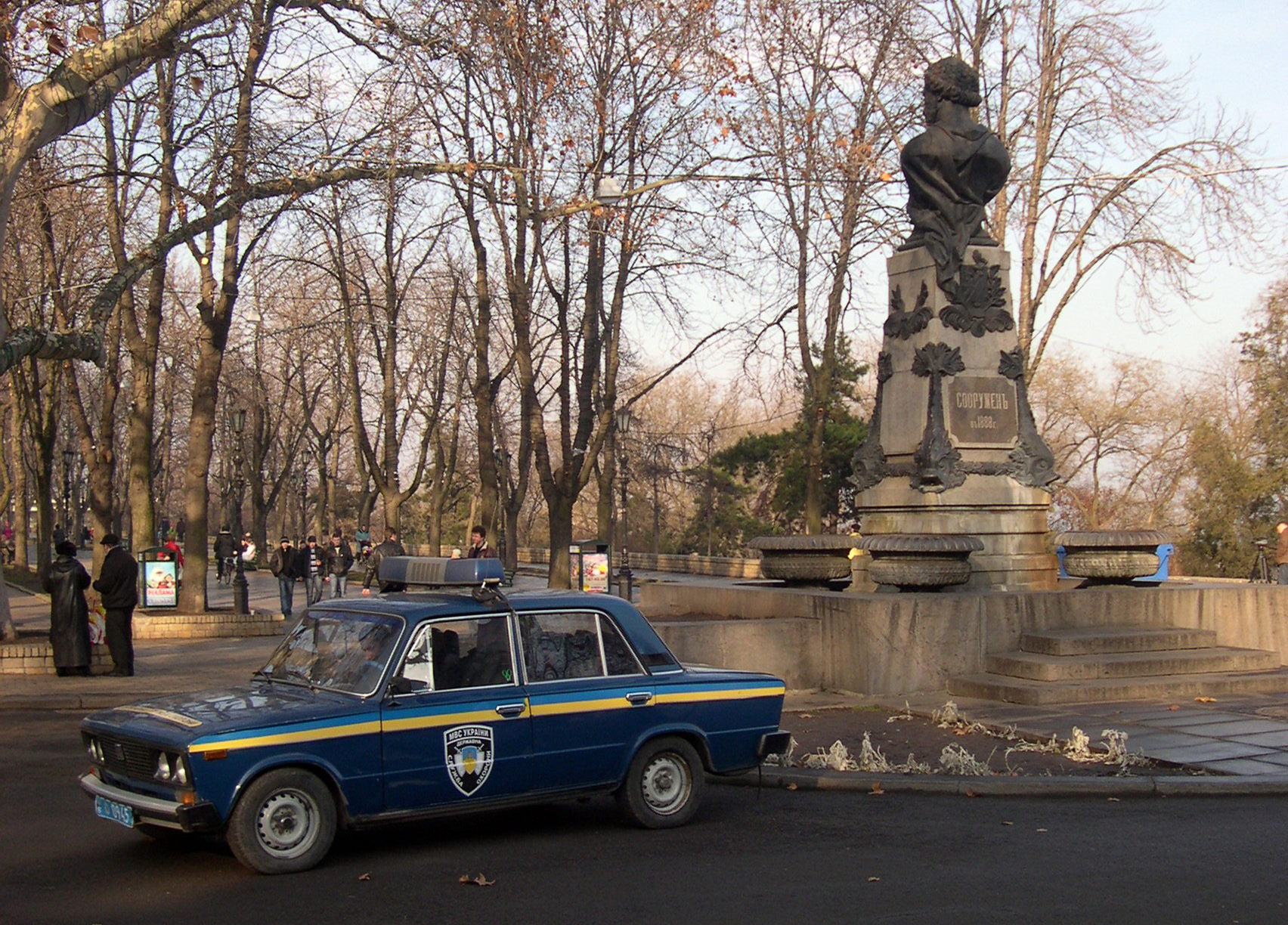
Lada 2106
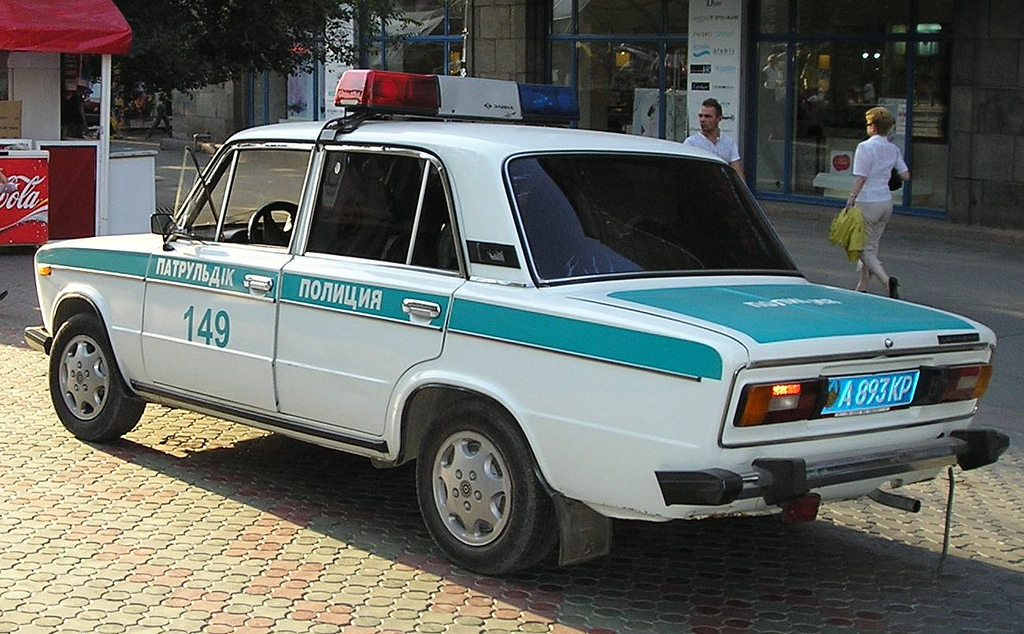
Lada 2106

## Sources
- Bernard Vermeylen, Voitures des pays de l'Est, E-T-A-I, Boulogne-Billancourt, 2008  (ISBN 9782726888087)
- (fr) Page consacrée à la Lada 2103 sur le site ladavaz.be.tc
- (fr) Page consacrée à la Lada 2106 sur le site ladavaz.be.tc